# Accademia nazionale di scherma
L'Accademia nazionale di scherma è un istituto con sede a Napoli, dove fu fondato nel 1861 con il nome originario di Grande accademia nazionale di scherma.

## Storia
La nascita dell'Accademia si deve a tre gentiluomini partenopei (il cavaliere Carlo Cinque e i maestri Giacomo Massei e Annibale Parise), che decisero di affidare la prima presidenza al generale Enrico Cialdini, luogotenente del re nelle province meridionali, che la esercitò in via onoraria, il primo presidente fu il generale Ottavio Tupputi. L'Accademia, come disposto dal suo statuto, lavorava "per l'insegnamento e la diffusione della scherma di scuola napoletana" e nel 1880 un decreto del re Umberto I rilasciava alla stessa lo status di ente morale; lo stesso decreto conferiva inoltre all'Accademia la facoltà di rilasciare diplomi abilitanti all'insegnamento della scherma. Tale status era un riconoscimento regio rilasciato a diverse strutture analoghe nella penisola che si impegnavano nella formazione etica e professionale dei maestri di scherma, come ad esempio la Società Fiorentina di Ginnastica e Scherma nel 1877.
Al termine dell'unificazione d'Italia, nel 1883 fu bandito un concorso nazionale per la presentazione di trattati per "l'esercizio ed il maneggio" della spada e della sciabola al fine di unificare anche i metodi di insegnamento della scherma all'interno dei reparti dell'esercito. Il concorso fu vinto da Masaniello Parise, un giovane maestro dell'Accademia, che con il suo trattato "modernizzava il sistema napoletano migliorandolo e rendendolo più rispondente alle risorse intellettuali nel combattimento ed avendo così il merito di aver dato un nuovo forte impulso alla scherma italiana".
I due conflitti mondiali causarono gravi lutti anche all'interno dell'Accademia il che comporto' un rallentamento delle attività dovuto anche alla distruzione per bombardamento della sede sociale, avvenuta il 4 agosto 1943. Dopo anni di gestione straordinaria, all'inizio degli anni cinquanta venne eletto un nuovo consiglio di amministrazione dell'Ente che, verso la fine del medesimo decennio, ottenne dal comune di Napoli la concessione di una nuova sede presso la sala Carlo V del Maschio Angioino.
Nel 1976 la sede cambiò nuovamente e venne trasferita al centro polisportivo "A.Collana" dove, fino al 2005, l'Accademia continuò la sua attività; da quell'anno, a causa di dissesti strutturali che affliggono la struttura del centro Collana, l'Accademia è senza una sede adeguata ed è ospitata all'interno del CONI.
Oggi, come sempre, l'Accademia è impegnata in iniziative per il sociale, per la diffusione della scherma tra i giovani e in corsi magistrali, nonché nel rilascio di titoli di istruttore e di maestro di scherma pienamente riconosciuto dal decreto reale del 1926 firmato dal re Vittorio Emanuele III, con il quale si confermava la competenza dell'Accademia a rilasciare tali diplomi attraverso la propria commissione tecnica.
Dal 2020 l'accademia è diventata anche casa editrice.
Dal 2017 al 2024 l'Accademia è stata coinvolta in una controversia legale con la Federazione Italiana Scherma riguardo l'autorità di rilasciare titoli abilitanti all'insegnamento della scherma. Tale controversia si è risolta l'8 settembre 2024.